# 朱群雄
朱群雄（1960年6月20日—），男，江苏无锡人，中国自动化专家，北京化工大学教授。

## 生平
1992年9月至1996年6月，就读于北京化工大学，获工学博士学位。2020年当选为中国自动化学会会士。